# Älskling, jag förstorade barnet
Älskling, jag förstorade barnet (engelska: Honey, I Blew Up the Kid) är en amerikansk science fiction-komedifilm som hade biopremiär i USA den 17 juli 1992. Filmen, som är uppföljare till Älskling, jag krympte barnen, följdes i sin tur av en TV-serie samt filmen Älskling, vi krympte oss själva.

## Handling
Filmen utspelar sig fem år efter föregångaren. Wayne Szalinskis son Adam träffas av en stråle som förstorar honom.

## Rollista
- Rick Moranis - uppfinnaren Wayne Szalinski
- Marcia Strassman - Diane Szalinski, Waynes fru
- Amy O'Neill - Amy Szalinski, Wayne & Dianes dotter
- Robert Oliveri - Nick Szalinski, Wayne & Dianes tonårsson
- Daniel & Joshua Shalikar - Adam Szalinski, Wayne & Dianes tvååriga son
- John Shea - Dr. Charles Hendrickson, Waynes chef och Clifford Sterlings assistent
- Lloyd Bridges - Clifford Sterling, ordförande för Sterling labs
- Keri Russell - Mandy Park, Adams barnvakt
- Ron Canada - Marshall Brooks
- Gregory Sierra - Terence Wheeler
- Michael Milhoan - kapten Ed Myerson
- Leslie Neale - Constance Winters
- Julia Sweeney - granne
- Linda Carlson - granne

### Fotnoter
1. ↑  ”Honey, I Blew Up the Kid” (på engelska). Box Office Mojo. 17 juli 1992. http://www.boxofficemojo.com/movies/?id=honeyiblewupthekid.htm. Läst 7 september 2016.
2. ↑  Mårten Blomkvist (12 februari 1993). ”Övertydligt jättebarn”. Dagens nyheter. http://www.dn.se/arkiv/kultur/overtydligt-jattebarn. Läst 2 januari 2016.